# Тимофеевская волость (Сумский уезд)
Тимофеевская волость — административно-территориальная единица Сумского уезда Харьковской губернии в составе Российской империи. Административный центр — Тимофеевка.
В состав волости входило 547 дворов в 9-и поселениях 7-и сельских общин.
В 1885 году в волости проживало 1250 человек мужского пола и 1291 — женского. Крупнейшие поселения волости по состоянию на 1914 год:
- Тимофеевка.